# ЭСУ

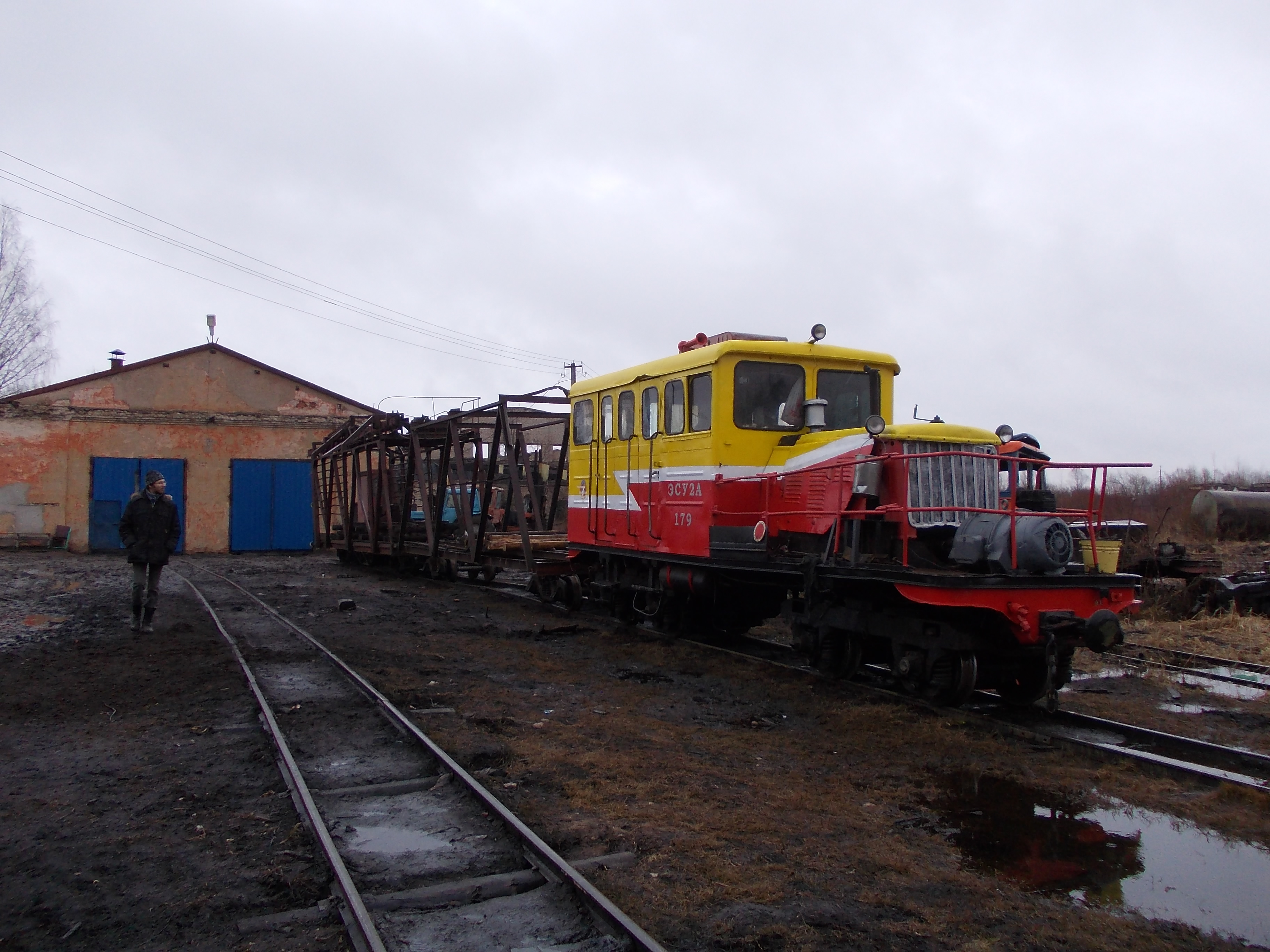
ЭСУ2А-179 с путеукладчиком в депо Тёсовской УЖД.

ЭСУ (Электростанция Самоходная Узкоколейная) — семейство узкоколейных тепловозов, предназначенных для снабжения электроэнергией путевых машин и аварийного источника электропитания. Локомотивы могут также использоваться для выполнения всех видов поездных и маневрово-вывозных работ на железных дорогах узкой колеи.

## ЭСУ-1

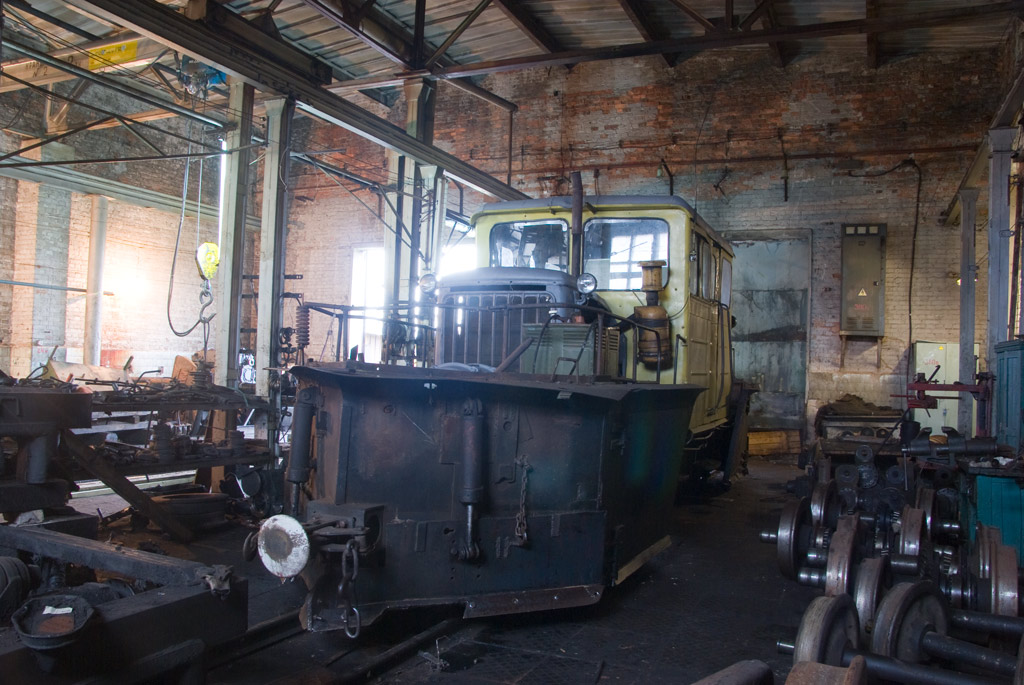
ЭСУ-1

Представляет собой опытную модель электростанции, конструкционно схожую с последующими моделями электростанций ЭСУ-2А ранних выпусков (до тысячного экземпляра), но с открытой задней частью. Боковые сидения, часто с металлическими поручнями-спинками и проём с задней торцевой части для погрузки перевозимых материалов, таких как сменные шпалы, канистры с дополнительным запасом дизельного топлива и т. д. или посадки пассажиров и сотрудников железной дороги. Также существует модификация данной серии - ЭСУ-1А, имеющая конструкцию кузова, аналогичную мотовозу ЭСУ1. Обе серии электростанций имеют механическую передачу и один пульт управления, направленный в сторону капота. В 1968 - 1969 годах было выпущено три опытные машины ЭСУ-1А. Основным их отличием от ЭСУ-1 являлось то, что воздухозаборник дизеля на ЭСУ1а расположили на капоте перед кабиной, вследствие чего был удлинён капот, а кабина сдвинута назад. Кроме того был установлен более мощный компрессор ВВ0,7/8. С 1974 года было налажено производство электростанций ЭСУ-1А взамен ЭСУ-1, переход на выпуск ЭСУ-1А произошел с №№ 398-425 (номер требует уточнения). Кабины ЭСУ-1А от ЭСУ-1 отличались боковыми задними стеклами - они были сделаны меньшего размера.
Электростанции ЭСУ-1 и ЭСУ-1А выпускались с 1965 по 1980 год и имели сплошную нумерацию, их было выпущено не менее 579 штук и многие эксплуатировались на путях торфоразработочных предприятий.

## ЭСУ2А
Строилась серийно с 1972 по 1988 год на Губинском машиностроительном заводе, всего выпущено 1034 самоходных электростанции ЭСУ-2 во всех модификациях. Самоходная электростанция получила распространение на путях промышленных предприятий, в первую очередь в торфяной промышленности.

### Основные данные
Самоходная электростанция ЭСУ-2А представляет собой дизельный мотовоз с механической передачей, предназначенный для снабжения электроэнергией путеукладочных поездов и выполнения маневровой работы, грузовых и пассажирских перевозок на железных дорогах узкой колеи и промышленных предприятиях. На ЭСУ-2А установлено оборудование для дистанционного управления движением из кабины путеукладочного крана. Тормозная система дополнена электропневматическими тормозами, электровоздухораспределителем, запасным резервуаром и переключательным клапаном, что позволяет осуществлять торможение самоходной электростанции вместе со всем составом путеукладочного поезда.
Кабина разделена перегородкой на две части: переднюю с постом управления для машиниста и бокового сиденья для двух человек и заднюю — для рабочих-ремонтников пути или пассажиров, вместимость до девяти человек. Кабина имеет теплоизоляцию, для обогрева предусмотрен специальный отопитель, под сиденьями в задней части кабины разместили ящики для инструментов и инвентаря. Для входа в заднюю часть кабины устроены ещё две дополнительные боковые двери, по одной с каждой стороны. На электростанциях последнего года выпуска (1000-х номеров) была изменена форма капота. Новый капот стал длиннее и закрыл дизель, вспомогательное оборудование и генератор. Аналогичную форму кузова имели впоследствии электростанции ЭСУ-2Б, ЭСУ-3А и ЭСУ-4.

## ЭСУ3
Предназначена для энергопитания и передвижения путевых машин и аварийного источника электропитания. Может также использоваться для выполнения всех видов поездных и маневрово-вывозных работ на железных дорогах узкой колеи.

### История создания
В 1975 году конструкторы ВНИИТП спроектировали, а завод построил опытную самоходную электростанцию ЭСУ-3, в 1981 и 1982 годах завод построил еще две аналогичные электростанции.

### Основные данные
Самоходная электростанция ЭСУ-3 представляет собой дизельный локомотив с электрической передачей переменно-постоянного тока. ЭСУ-3 предназначена для снабжения электроэнергией путеукладочных поездов, путевых машин и выполнения маневровой работы, грузовых и пассажирских перевозок на железных дорогах узкой колеи и промышленных предприятиях.
В качестве силовой установки использовался дизель-генератор АД100-Т/400, генератор работал как для снабжения электричеством путевых машин, так и для передвижения. Для новой машины была спроектирована новая рама и кузов оригинальной конструкции. Для преобразования переменного тока, вырабатываемого генератором в постоянный ток для питания тяговых электродвигателей на электростанции установлен управляемый выпрямитель.
Техническая характеристика
- Масса — 17 тонн
- Ширина колеи — 750 мм
- Привод — дизель-генератор
- Напряжение — 400 В
- Номинальная мощность — 95 кВт
- Мощность часового режима двигателей — 2×43 кВт
- Сила тяги по сцеплению — 50 кН
- Скорость передвижения — 40 км/ч
- Передача — переменно-постоянного тока

По состоянию на 2015 год работоспособным сохранился лишь один экземпляр ЭСУ-3 — № 2, в Переславском железнодорожном музее. .